# Abaurrea Baja
Abaurrepea (in basco, localmente anche Aurrepea) o Abaurrea Baja (in castigliano; ufficialmente Abaurrepea/Abaurrea Baja) è un comune spagnolo di 29 abitanti situato nella comunità autonoma della Navarra.